# Komáří vrch (přírodní rezervace)
Komáří vrch je přírodní rezervace poblíž obce Orlické Záhoří v okrese Rychnov nad Kněžnou. Tvoří ji zalesněná vrcholová část Komářího vrchu (999,8 m) v Orlických horách. Oblast spravuje AOPK ČR Správa CHKO Orlické hory.

## Důvod ochrany
Důvodem ochrany je horská bučina na hřebeni Orlických hor.

## Poloha
Prostor rezervace zahrnuje vrcholovou partii 991 metrů vysokého Komářího vrchu v centrální části Orlických hor severovýchodně od obce Říčky v Orlických horách. Rezervace je dosažitelná po hřebenové červené turistické značce lemující její severní okraj a po červeně značené cyklistické trase 4071 lemující její jižní okraj. Uvnitř prostoru se nachází několik objektů československého předválečného opevnění.

## Fotogalerie

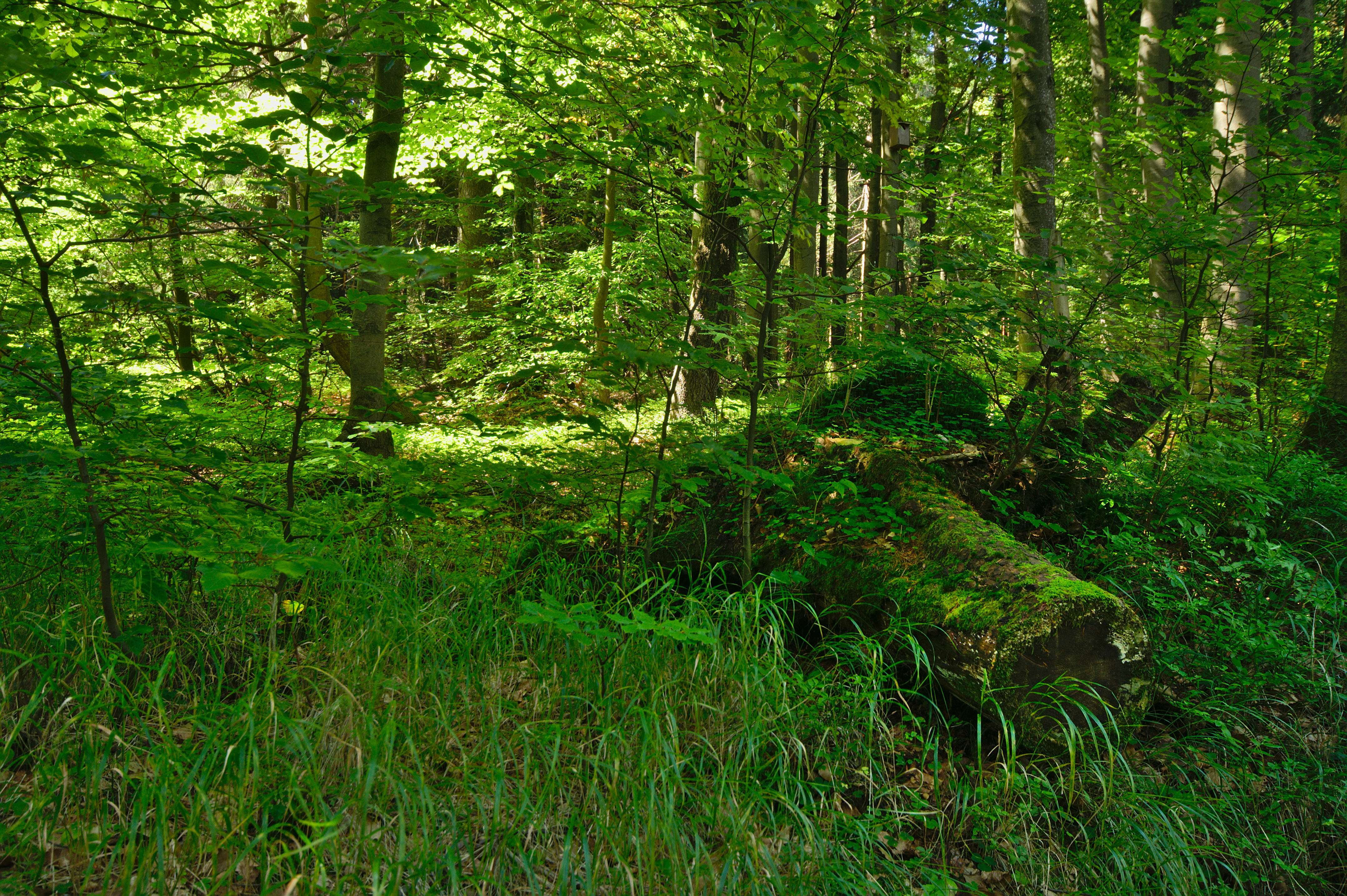
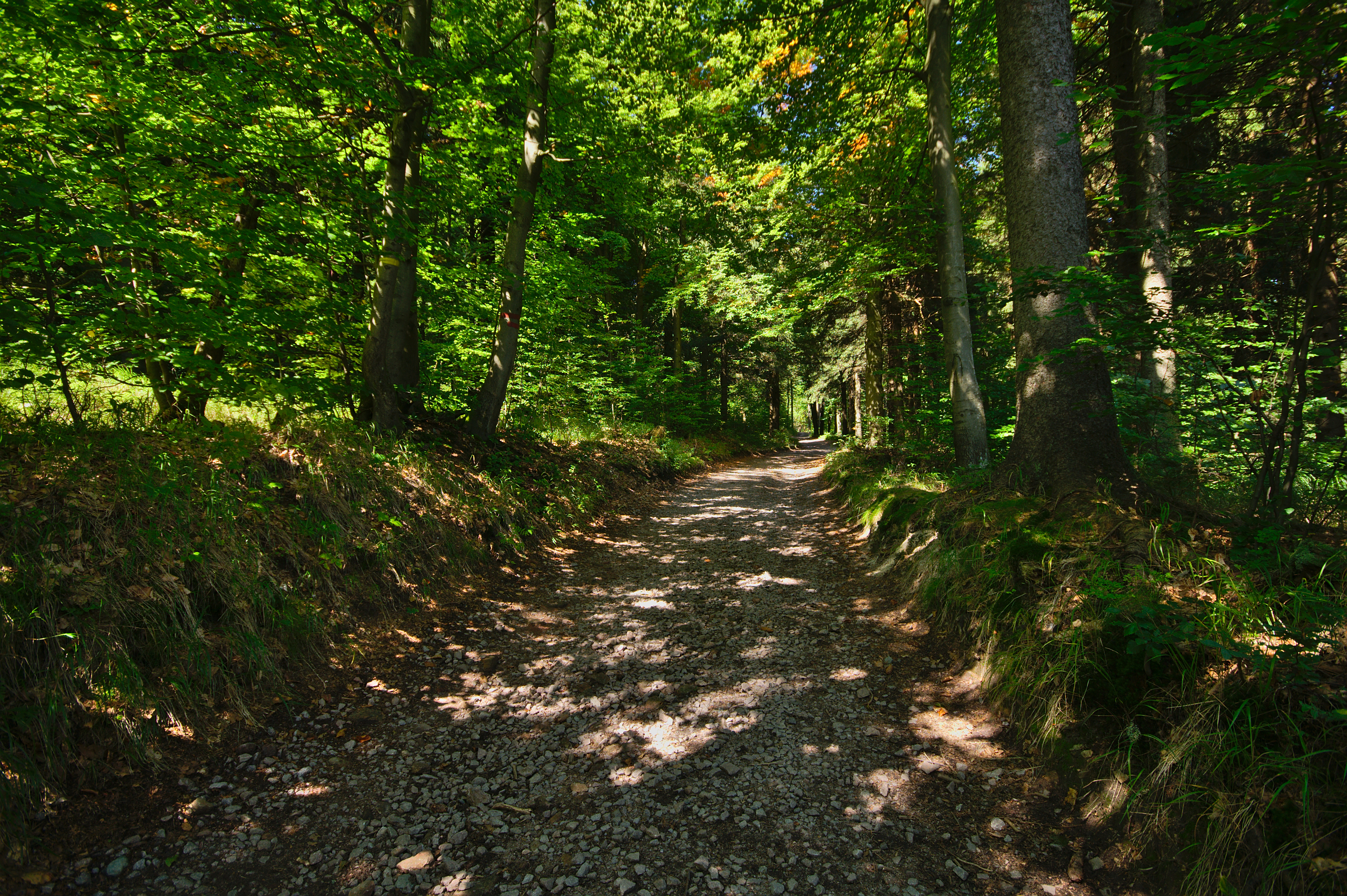
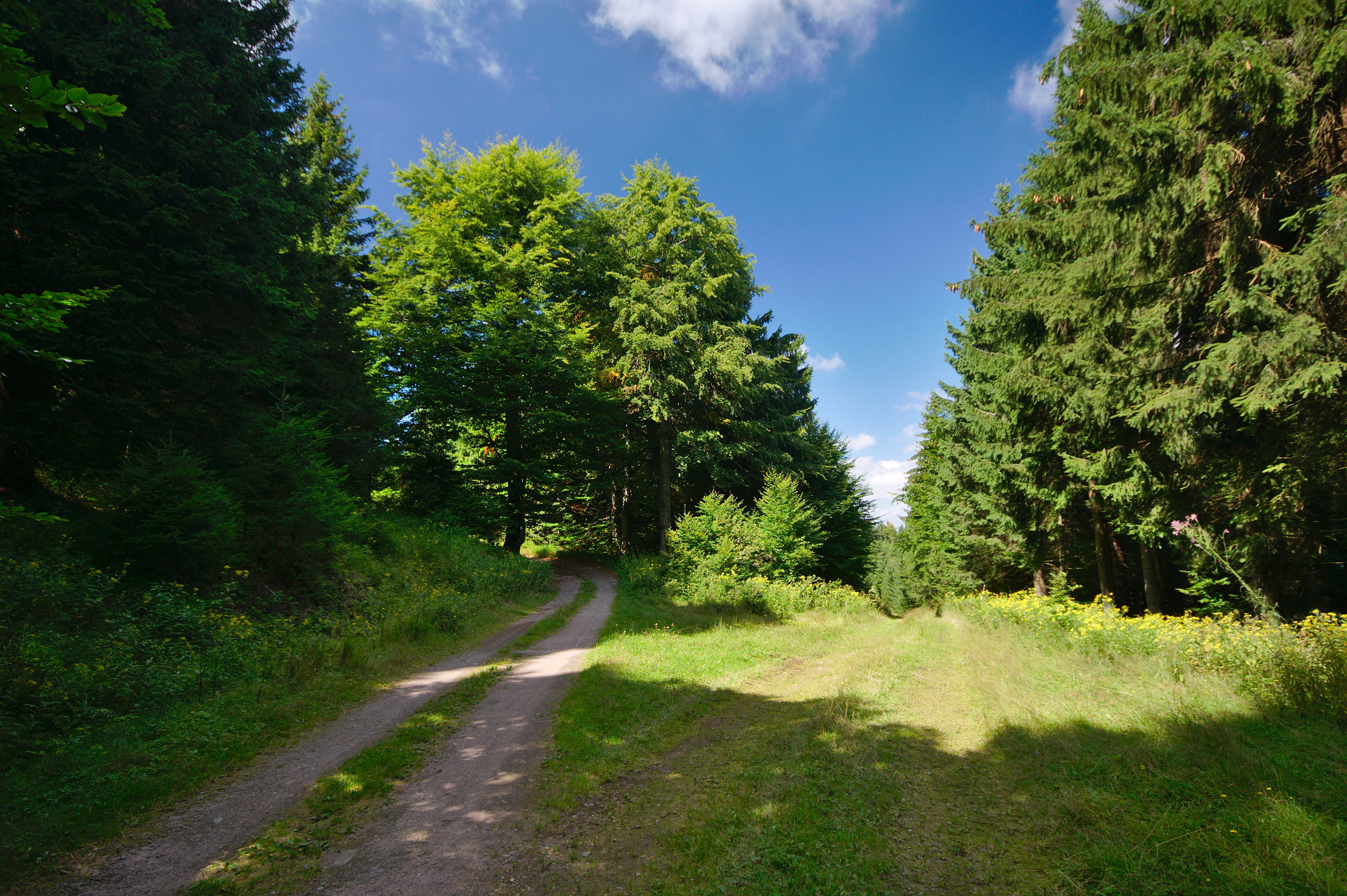
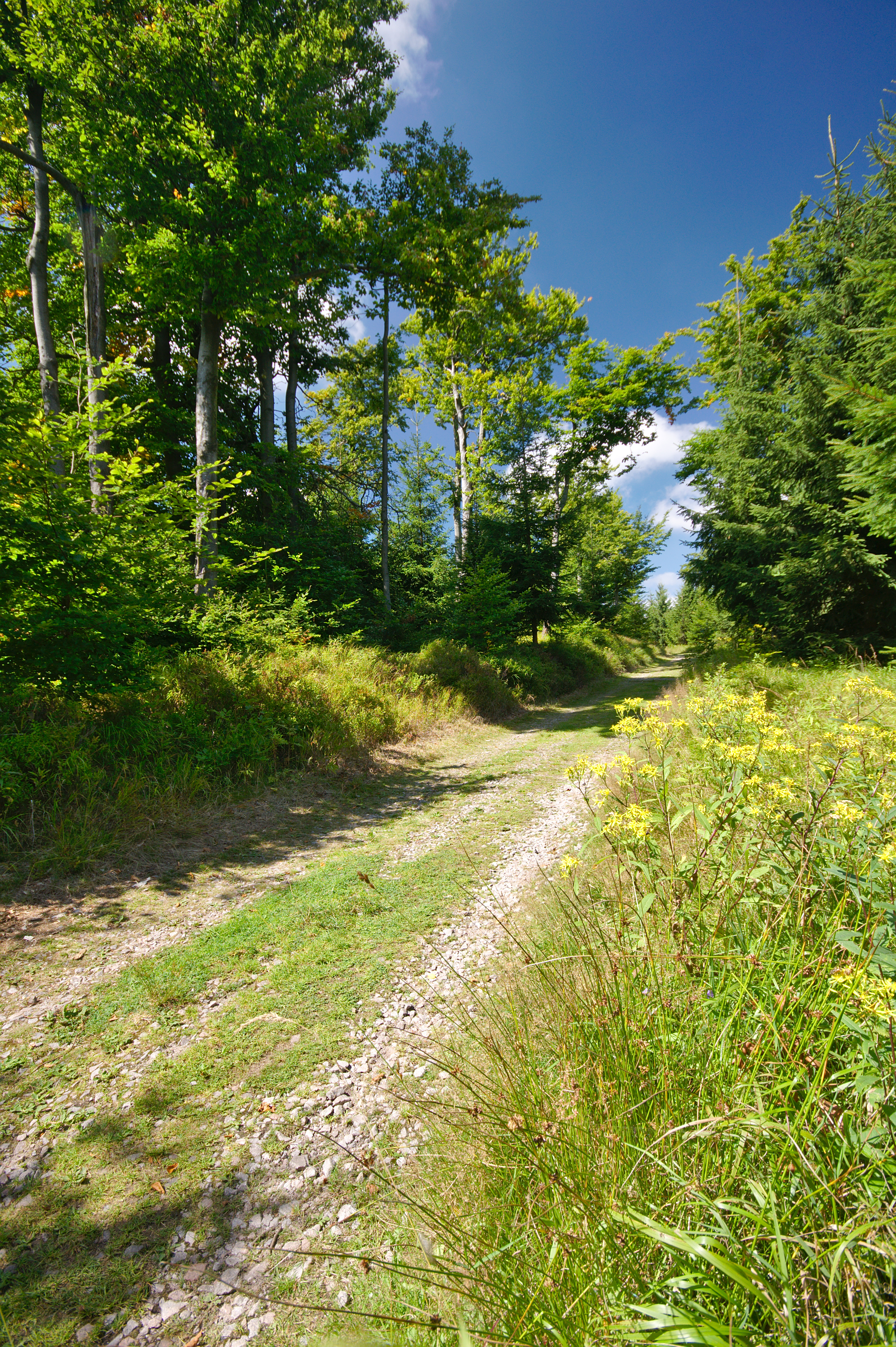